# Franz Dreadhunter
Franz Dreadhunter, właśc. Piotr Dariusz Adamczyk (ur. 22 lutego 1965 w Krakowie) – polski muzyk, kompozytor i producent. Pseudonim artystyczny pochodzi od pseudonimu Tomasza „Frantza” Lipińskiego, polskiego wokalisty i gitarzysty rockowego. Współpracował z takimi zespołami jak: Düpą, Püdelsi, Deuter, Tilt, PRL, Bajm, Chłopcy z Placu Broni, Homo Twist.

## Życiorys
Pochodzi z muzykalnej rodziny (matka grała na fortepianie i ukończyła szkołę muzyczną, po maturze zaczęła studiować medycynę). W szóstym roku życia Franz zaczął naukę gry na pianinie, ucząc się utworów Chopina. Początkowo chciał grać na perkusji, ale z braku wystarczającej ilości pieniędzy kupił gitarę basową. W wieku piętnastu lat wyprowadził się z domu. Około 1978 roku zainteresował się zespołem The Sex Pistols. W wyniku zainteresowania tą brytyjską grupą, stał się jednym z pierwszych krakowskich punków.
Po koncercie grupy Tilt w klubie Pod Ręką, na którym pojawił się Franz Dreadhunter, założył swój pierwszy zespół muzyczny – Rolling Red Shit. Obok Franza, w zespole grał Ferdynand Mordyłła. Wkrótce potem Franz Dreadhunter założył zespół Martwy Fiolet. Martwy Fiolet zasłynął kontrowersyjnym koncertem w krakowskiej szkole plastycznej, podczas którego Franz obrzucał widzów serkiem homogenizowanym i założył koszulkę z logo zespołu KISS, z wyrwanymi dwiema pierwszymi literami.
W latach 80. został członkiem zespołu Düpą. Do Düpą trafił dzięki właścicielowi knajpy w Dworku Białoprądnickim, Józefowi Gradusowi, który poinformował Franza, że zespół poszukuje basisty. Lider Düpą, Piotr Marek, nauczył Franza nagrywania utworów oraz zainteresował go malarstwem. Równocześnie Franz występował gościnnie z zespołem Wahehe. Po koncercie zespołu Düpą na festiwalu Róbrege w 1984, Franz Dreadhunter przeprowadził się do Warszawy. Wówczas został członkiem zespołu Deuter, a wkrótce potem został członkiem Tiltu. W tym samym czasie Franz współtworzył zespół Püdelsi.
Franz Dreadhunter wraz z Tomaszem Lipińskim, przeprowadził zmianę stylistyki Tiltu (z punkowej na zespół popowy). W wyniku zmiany konwencji powstały utwory „Mówię ci, że” oraz „Rzeka miłości”, które odniosły duży sukces komercyjny.
Po sukcesach w Tilcie, Franz Dreadhunter wyjechał do Lublina, aby tymczasowo zastąpić basistę Budki Suflera. Krótko przed rozpoczęciem prób z Budką Suflera, w hotelu Victoria Franz poznał menadżera Bajmu, Andrzeja Pietrasa, który zaproponował Dreadhunterowi dołączenie do zespołu. Po nielicznych próbach z Budką Suflera, Franz zgodził się na granie w Bajmie, zagrał na albumie Nagie skały. Ostateczne odszedł od zespołu na planie filmu Pan Kleks w kosmosie.
W okolicach 1989 roku wyjechał do Berlina, a stamtąd do Nowego Jorku, odchodząc tym samym z Püdelsów. Tam poznał rzeźbiarza Johna Langino, z którym nawiązał współpracę. W 1991 roku wrócił do Polski, gdzie poznał Bogdana Łyszkiewicza, lidera zespołu Chłopcy z Placu Broni. Dreadhunter wkrótce zaprzyjaźnił się z Łyszkiewiczem. Współpracowali niecałe 10 lat, aż do śmierci Łyszkiewicza w wypadku samochodowym.
W 1995 roku wrócił do zespołu Püdelsi, gdzie grał do 1998 roku. Do zespołu wrócił w 2002 roku.
Franz Dreadhunter tworzył piosenki do filmów: Reich („Miassto fcionga”, „Ostatnia piosenka o miłości”, „Westchnienie”), Panienki („Uważaj na niego”), Zakręcone („Uważaj na niego”), Mamuśki („Mamuśki”), Hotel pod żyrafą i nosorożcem („Hotel pod żyrafą i nosorożcem”).

## Dyskografia
Bajm
- Nagie skały (1988)
- Ballady (1997)
- „Ja” (singel, 2002)
- Ballady 2 (2008)

Chłopcy z Placu Broni
- Krzyż (1991)
- Kocham Cię (1993)
- Uśmiechnij się! (1996)
- Gwiazdy polskiej muzyki lat 80. (album kompilacyjny, 2007)

Deuter
- Live 1984 (1987)
- Śmieci i diamenty (2011)
- Ojczyzna Blizna (2011)

Homo Twist
- Homo Twist (1996)
- „Irma Tine Var” (singel, 1997)
- Live After Death (album Homo Twist) (2002)

Püdelsi
- „Samba-mamba” (singel, 1999)
- Wolność słowa (2003)
- „Mundialeiro” (singel, 2003)
- Zen (2007)

Püdelsi i Kora
- Bela Pupa (1988)

Tilt
- „Runął już ostatni mur” (singel, 1985)
- „Mówię ci, że...” (singel, 1986)
- Rzeka miłości, koncert w Buffo ’96 (1996)
- „Co się stało w tym kraju nad Wisłą?” (singel, 2002)

inne